# 211. stridsflygdivisionen
211. stridsflygdivisionen, även känd som Akktu Stakki, är en stridsflygdivision inom svenska flygvapnet som verkat i olika former sedan 1949. Divisionen är baserad på Kallax flygplats söder om Luleå.

## Historik
Urban Röd eller Wolf är 1. divisionen vid Norrbottens flygflottilj (F 21), eller 211. stridsflygdivisionen inom Flygvapnet, och bildades 1949 som en spaningsdivision, under namnet Spaningsdivisionen F 21. Divisionen fick anropssignal Urban Röd, och beväpnades de första åren med tio S 18 och tolv S 26 Mustang. År 1953 tog flottiljen genom divisionen steget in i jetåldern, genom att divisionen beväpnades med S 29 Tunnan. År 1959 tillkom S 32 Lansen till divisionen, vilket man flög med fram till 1966, då flygplanet byttes till S 35E Draken. 
Divisionen flög sedan spaningsversionen av Draken fram till 1979, då den byttes mot SF 37 och SH 37. Dessa två flygplan var spaningsversionen av Viggen, och blev officiellt operativa vid divisionen den 1 juli 1979. I mitten av 1990-talet modifierades ett antal individer av spaningsversionen i syfte att få en vis JAS-kapacitet. Modifieringen var klar 1996, och divisionen hade då modifierat sina Viggen-flygplan till AJSF 37/AJSH 37. I början av 2000-talet var Urban Röd den enda kvarvarande spaningsdivision inom Flygvapnet. År 2005 genomfördes den sista flygningen med Viggen vid divisionen, och från 2006 beväpnades divisionen med JAS 39A. 
I samband med divisionen tillfördes JAS, frångick den att vara en spaningsdivision till att bli en stridsflygdivision. År 2008 påbörjades en omskolning av divisionens piloter till C-versionen. Anledningen var att flottiljen tilldelats en halvering av antal flygtimmar, och flygtimmarna endast skulle användas till C-versionen. Den 29 september 2008 flögs det första flygpasset för divisionen med C-versionen. Genom att divisionen ombeväpnades, kom flottiljen bli först i världen med två divisioner beväpnade med C-versionen. År 2009 firade divisionen sin 60-årsdag genom en flyguppvisningar i över delar av Norrbotten och Västerbotten.
Den 1 oktober 2010 fick divisionen ”Wolf” som ny anropssignal. Från den 1 januari 2016 ingick divisionen i förbandet Swedish Fighter Unit, vilket är ett svenskt bidrag till Natos snabbinsatsstyrka.

## SWAFRAP AJS 37
Den 21 juni 2000 beslutade regeringen om att Försvarsmakten skulle sätta upp ett förband för att delta i fredsbefrämjande insatser. Förbandet skulle vara aktivt under åren 2001–2006. Inom Flygvapnet skulle två snabbinsatsförband sättas upp, vilka Skaraborgs flygflottilj (F 7) tillsammans med Norrbottens flygflottilj skulle stå för. F 21 kom från den 1 januari 2001 att bidra med sin spaningsdivision Urban Röd, som bildade SWAFRAP AJS 37. Förbandet skulle kunna sättas in någonstans i Europa eller dess närhet inom 30 dagar. Den 31 december 2003 upplöstes SWAFRAP AJS 37.

## Materiel vid förbandet
| Spaningsflygplan - 1949–1961: S 14 Fieseler - 1949–1959: S 18A - 1949–1954: S 26 Mustang - 1953–1955: S 28B Vampire - 1954–1967: S 29 Tunnan - 1959–1961: S 32C Lansen - 1966–1979: S 35E Draken - 1979–1997: SF/SH 37 Viggen - 1995–2005: AJSF/AJSH 37 Viggen | Enhetsflygplan - 2006–2008: JAS 39A/B - 2008–idag: JAS 39C/D |

## Förbandschefer
Förbandschefen benämns som divisionschef och har i regel tjänstegraden överstelöjtnant. Nedan återges divisionscheferna vid 211. stridsflygdivisionen (Wolf) sedan 1949.

- 1949–1950: Curt Berglund
- 1950–1952: Bertil Ljungberg
- 1952–1954: Bo Penner
- 1654–1957: Gösta Norrbom
- 1957–1966: Ingemar Hansson
- 1966–1970: Lars Berglund
- 1970–1972: Henry Bjurman
- 1972–1973: Ingvar Larsson
- 1973–1977: Kjell Nordström
- 1977–1979: Rolf Häggberg
- 1979–1980: Kjell Nordström
- 1980–1981: Rolf Häggberg
- 1981–1984: Hans Sundesten
- 1984–1986; Clas Furucrona
- 1986–1992: Hans Sundesten
- 1992–1994: Staffan Hedman
- 1994–1996: Erik Thelin
- 1996–2003: Per Nilsson
- 2004–2005: Dick Henriksson
- 2005–2008: Ola Höglund
- 2008–2012: Jörgen Marqvardsen
- 2012–2016: Tobhias Wikström
- 2016–2019: Peter Greberg
- 2019–2020: Daniel Jannerstad
- 2020–2023: Fredrik Juhlin
- 2023–idag: Tommy Wellborg

## Anropssignal, beteckning och förläggningsort
| Specialdivisionen S-div | 1949-05-01 | – | 1954-06-30 |
| Urban Röd               | 1954-07-01 | – | 2010-09-30 |
| Wolf                    | 2010-10-01 | – |            |

| Spaningsdivisionen F 21     | 1949-05-01 | – | 1963-06-30 |
| 211. spaningsflygdivisionen | 1963-07-01 | – | 2005-12-31 |
| 211. stridsflygdivisionen   | 2006-01-01 | – |            |

| Kallax flygplats (F) | 1941-07-01 | – |  |

## Galleri

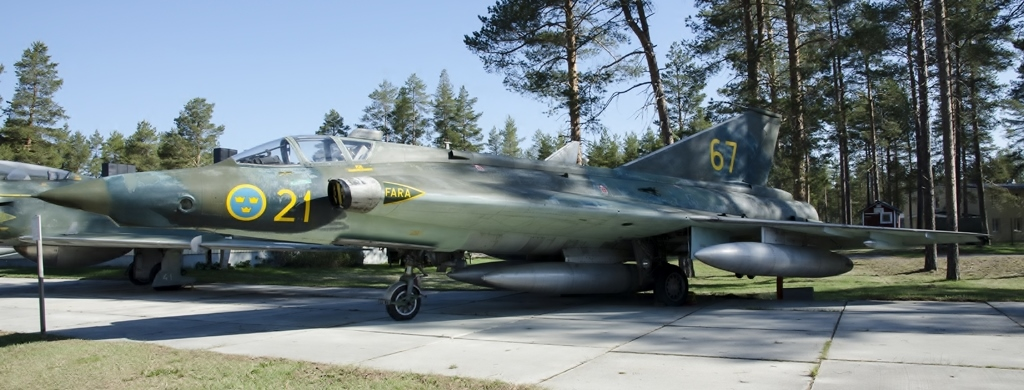
S 35E Draken (1966–1979).
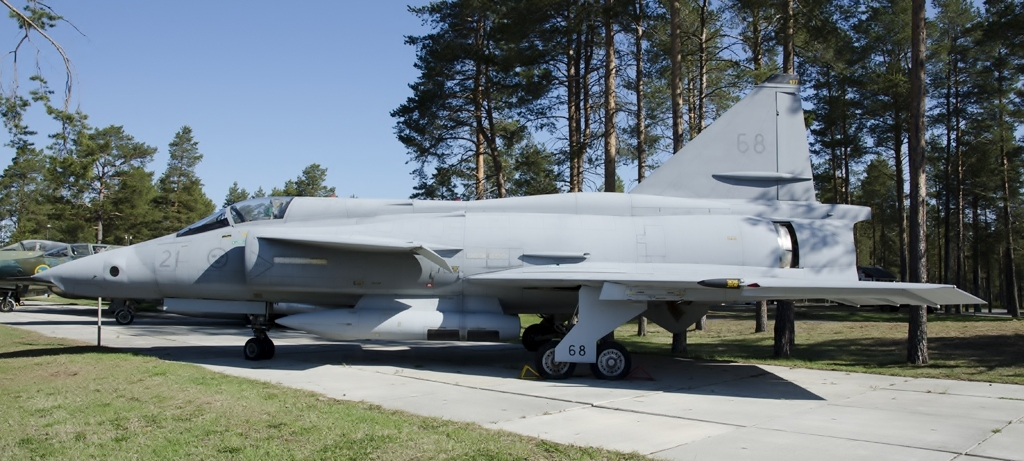
SF 37 Viggen (1979–1997).
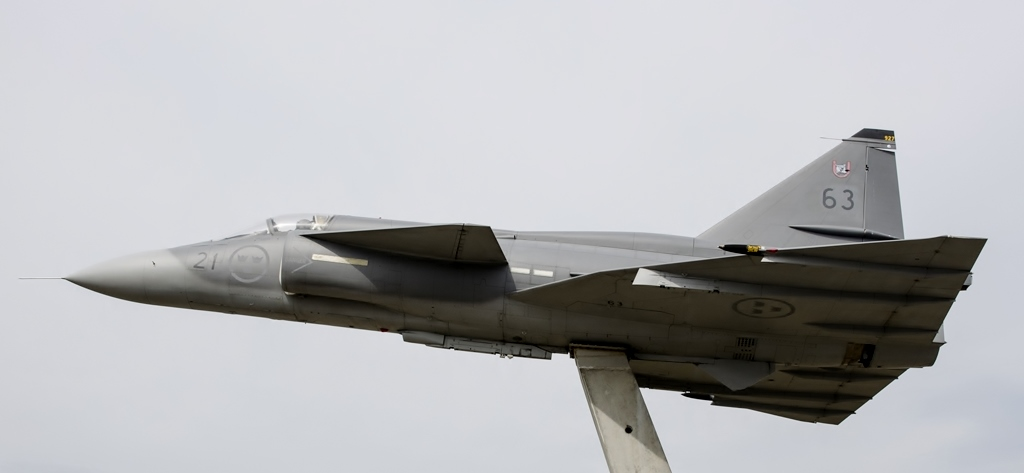
AJSH 37 Viggen (1995–2005).